# Bartramia sphaerica
Bartramia sphaerica är en bladmossart som beskrevs av Palisot de Beauvois 1805. Bartramia sphaerica ingår i släktet äppelmossor, och familjen Bartramiaceae. Inga underarter finns listade i Catalogue of Life.